# Banyalbufar
Banyalbufar è un comune spagnolo di 605 abitanti situato nella comunità autonoma delle Baleari.

## Altri progetti

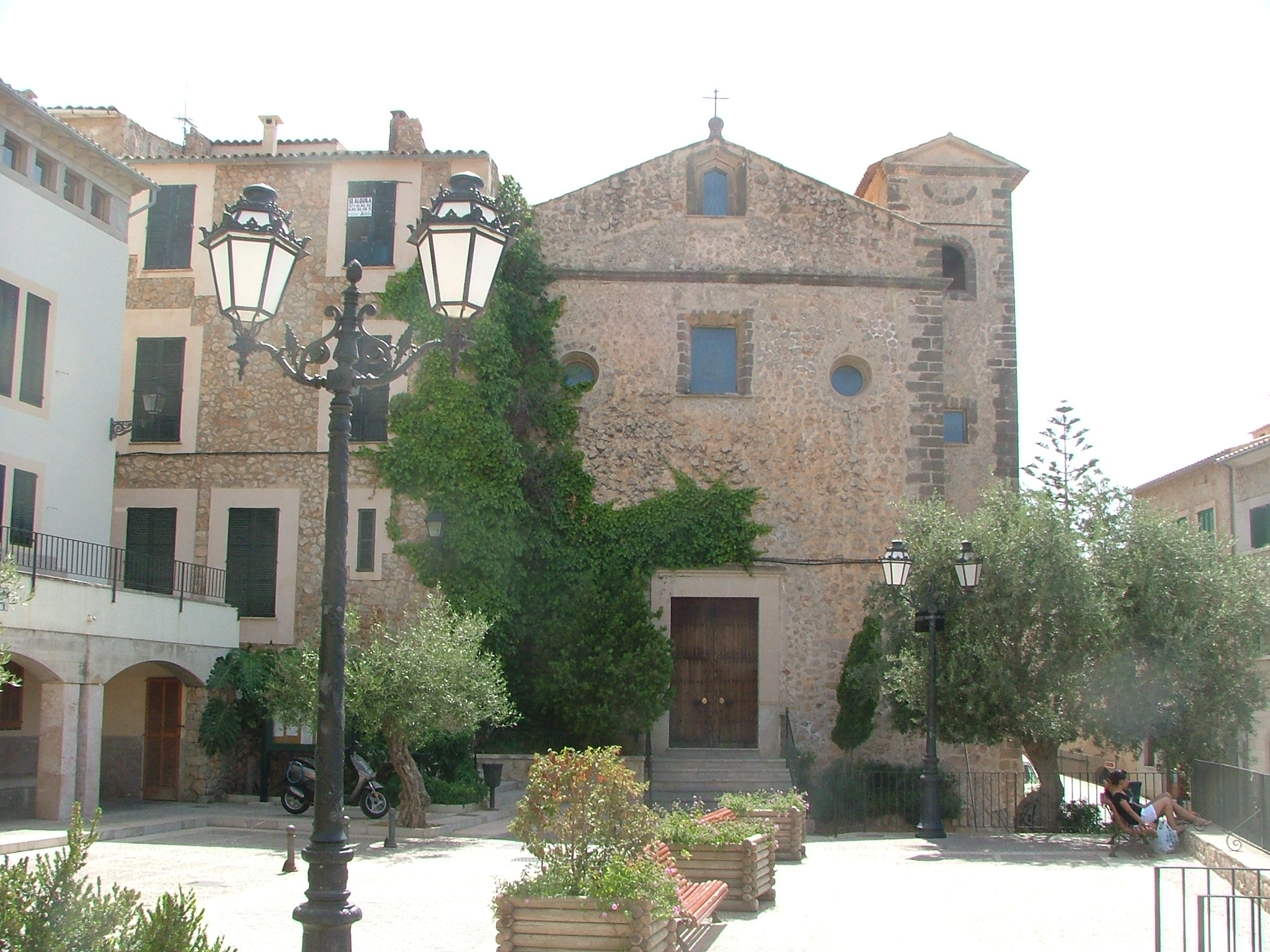
Chiesa di Banyalbufar
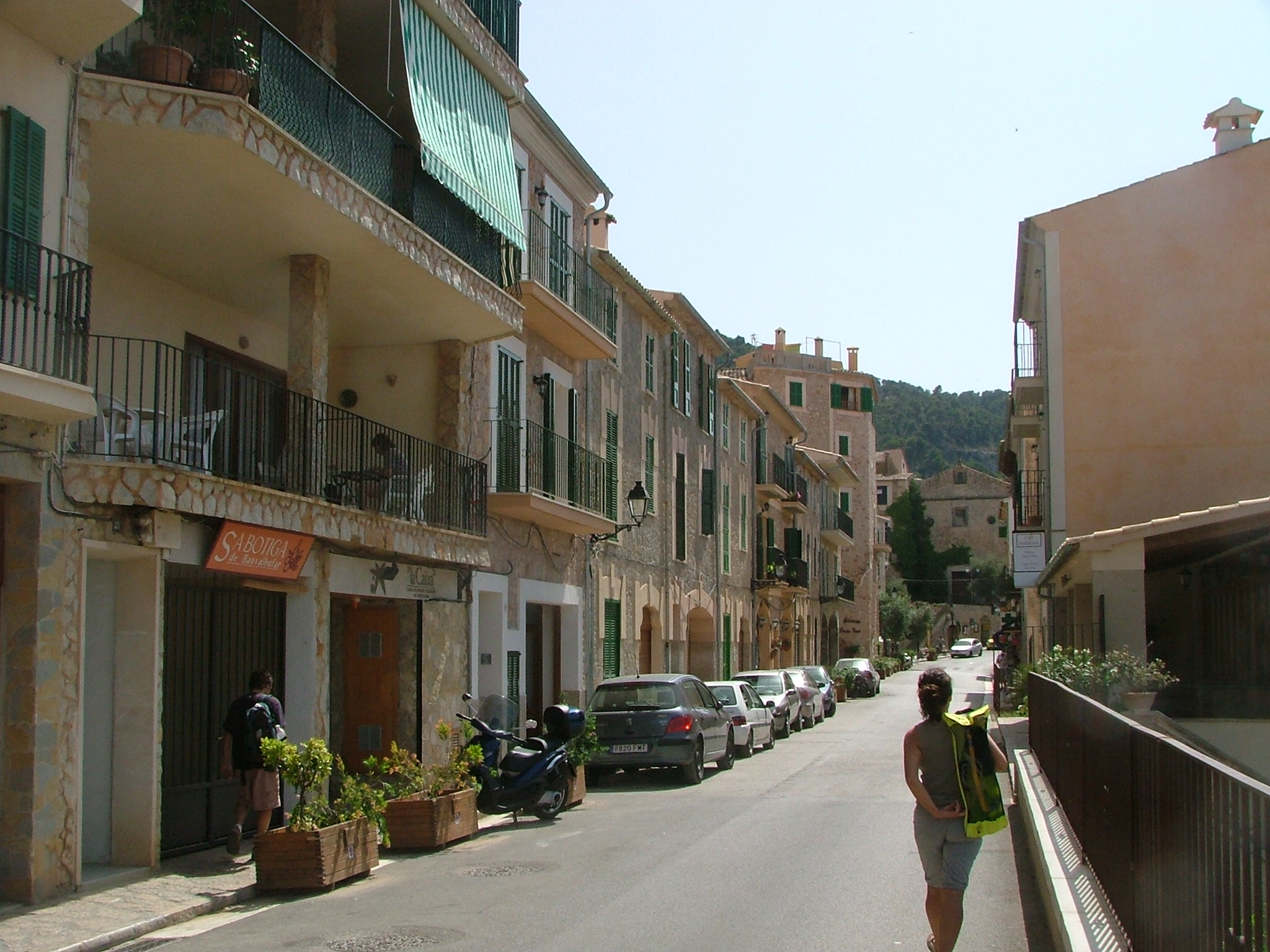
Strada principale di Banyalbufar
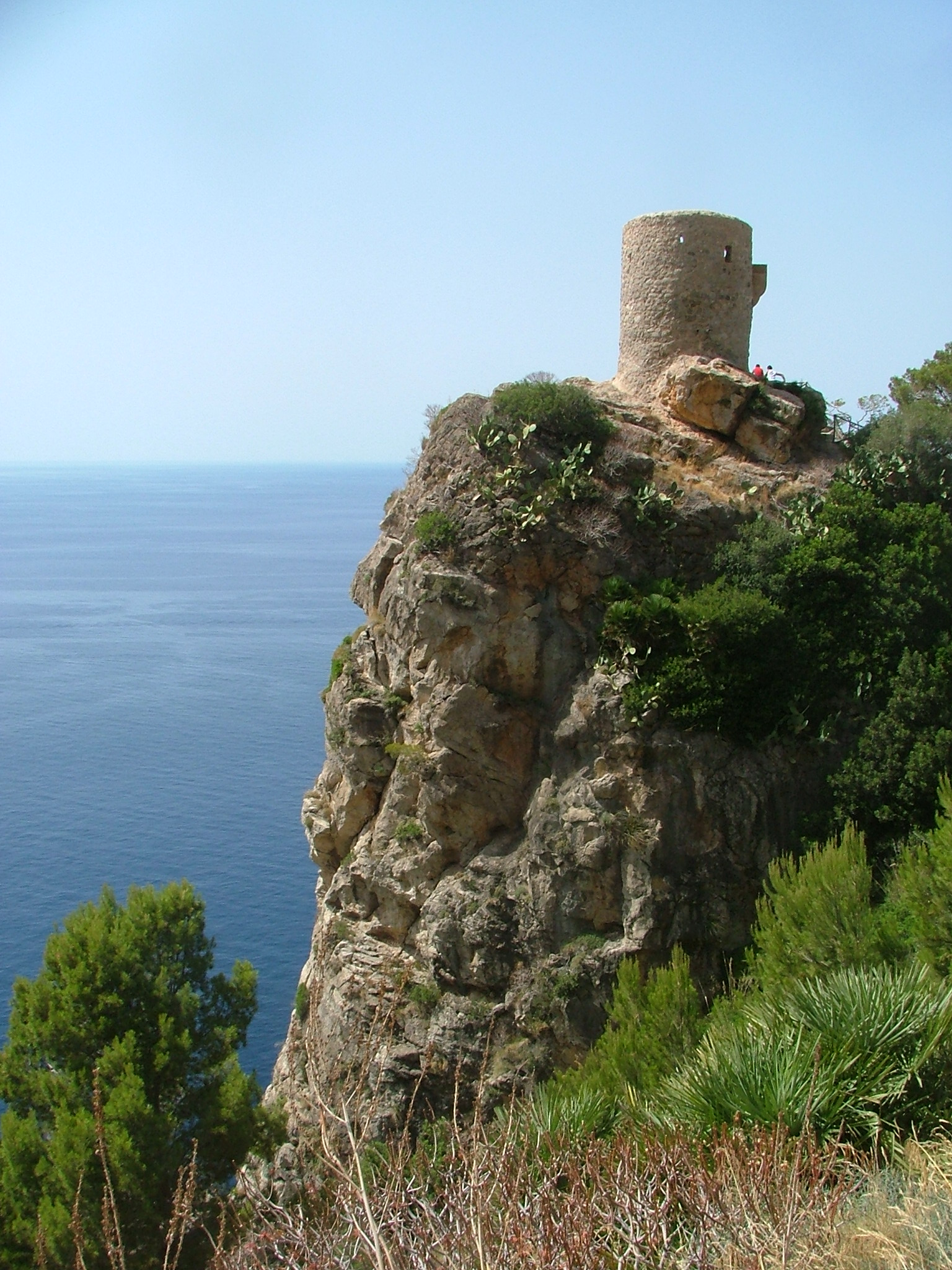
Torre del Verger
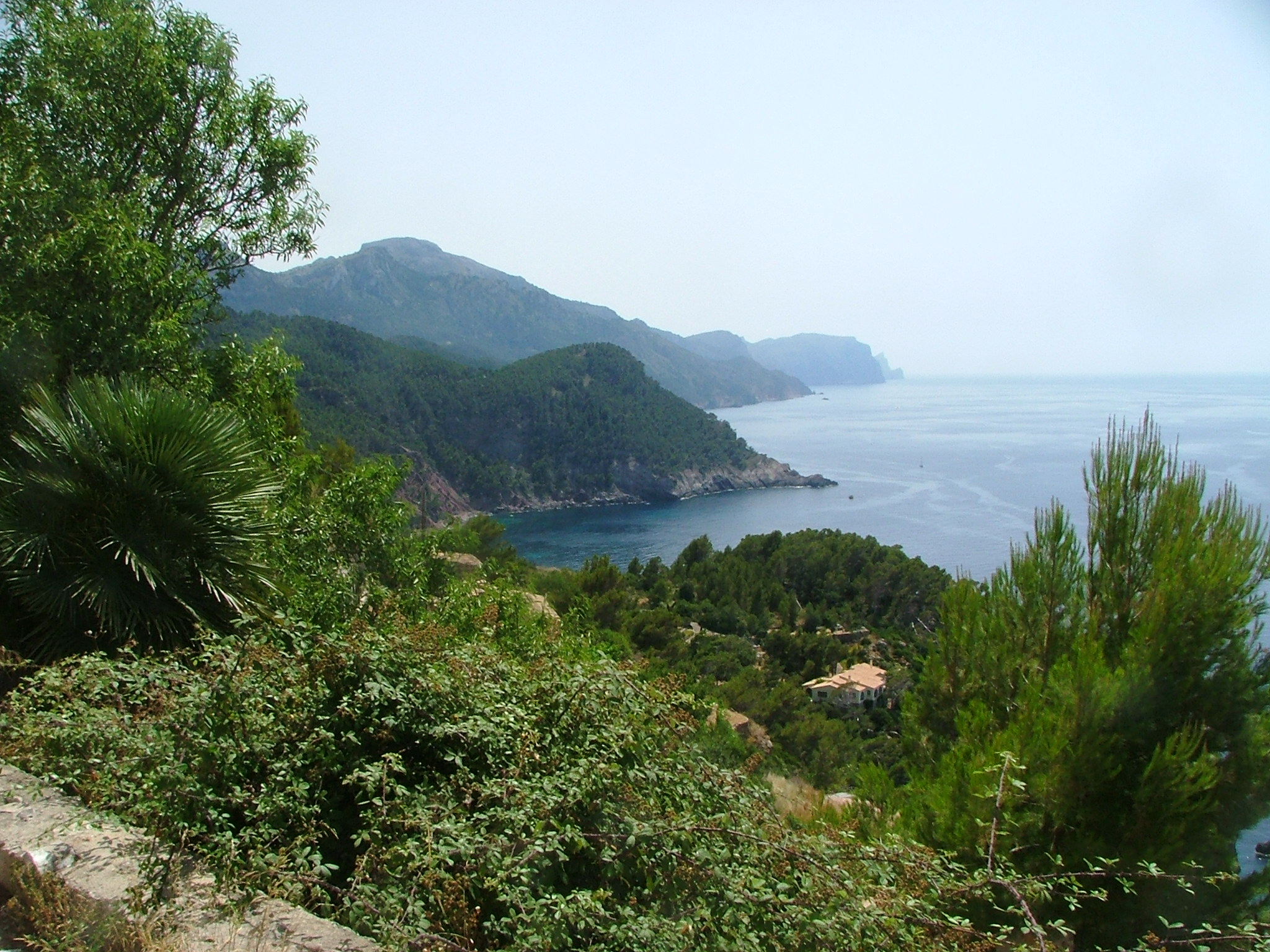
Serra de Tramuntana nei pressi di Banyalbufar